# Dinaméter
A dinaméter a távcsövek nagyításának ellenőrzéséhez használatos egyszerű optikai műszer. Segítségével egy távcső – vagy más optikai műszer – kilépő pupillájának méretét, valamint annak szabad távolságát lehet meghatározni.

## Felépítés

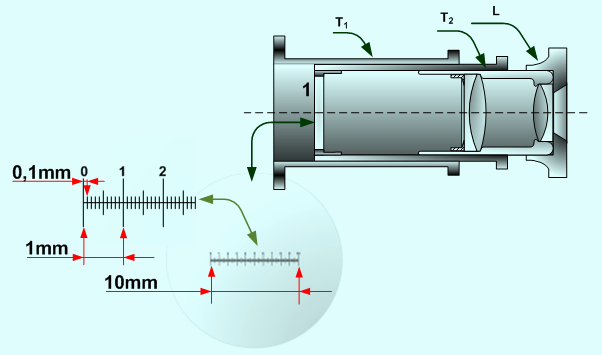
A Dinaméter belső felépítése.

A dinaméter felépítésileg két egymásba tolható T1 - T2 csőből, egy 10x-es nagyítású, a nagyító szerepét betöltő L lencserendszerből és egy tizedmilliméteres beosztású 1 mérő szállemezből  áll.
Mérés előtt az L nagyítót  beállítjuk a T2 csőben történő tologatásával úgy, hogy a  szállemez beosztása élesen látható legyen.
A mérendő távcső okulárjára helyezve a T1 cső talpát, a T2 cső tologatásával a kilépő pupilla képét élesre állítva a szállemezre, leolvasható a kilépő pupilla mérete a szállemezen.

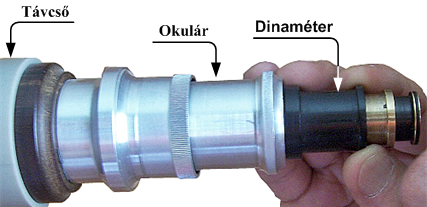
Okulárra helyezett dinaméter.

Mindezek előtt, a mérendő távcsövet végtelenre állítjuk és egy ismert D átmérőjű rekeszt helyezünk az objektív elé.
Ismerve a be- és kilépő pupilla méreteit, a távcső nagyítása:
- N = D / d

A dinaméterrel nem csak a nagyítást lehet meghatározni, hanem az egyes optikai elemek gyújtótávolságát is, amennyiben ismerjük az egyik értékét.
Képletesen:
- fob. = N x fok ; fok = fob. / N

Alább egy mérési elrendezés rajza, valamint egy egyszerű házilag kivitelezett dinaméter látható.

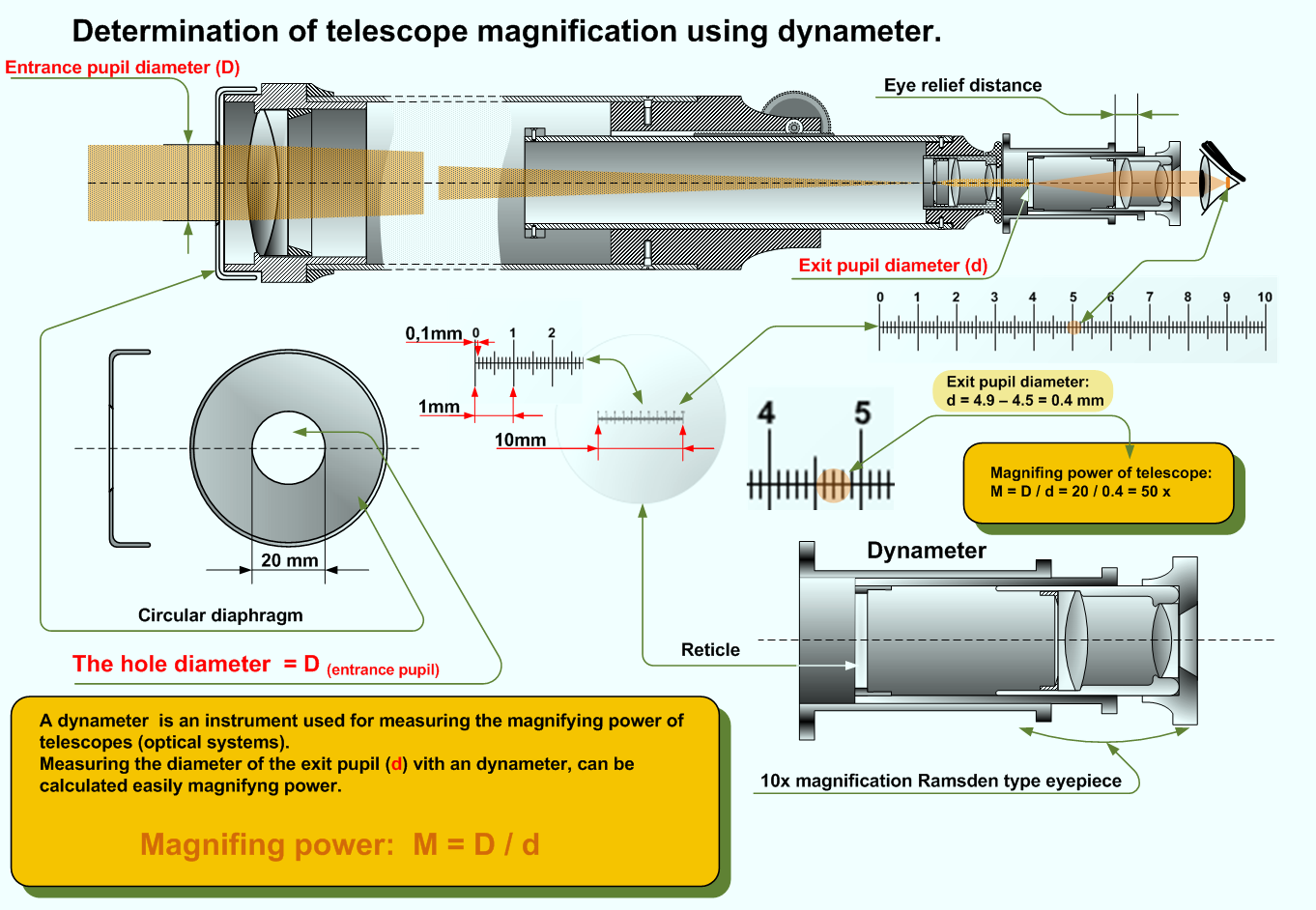

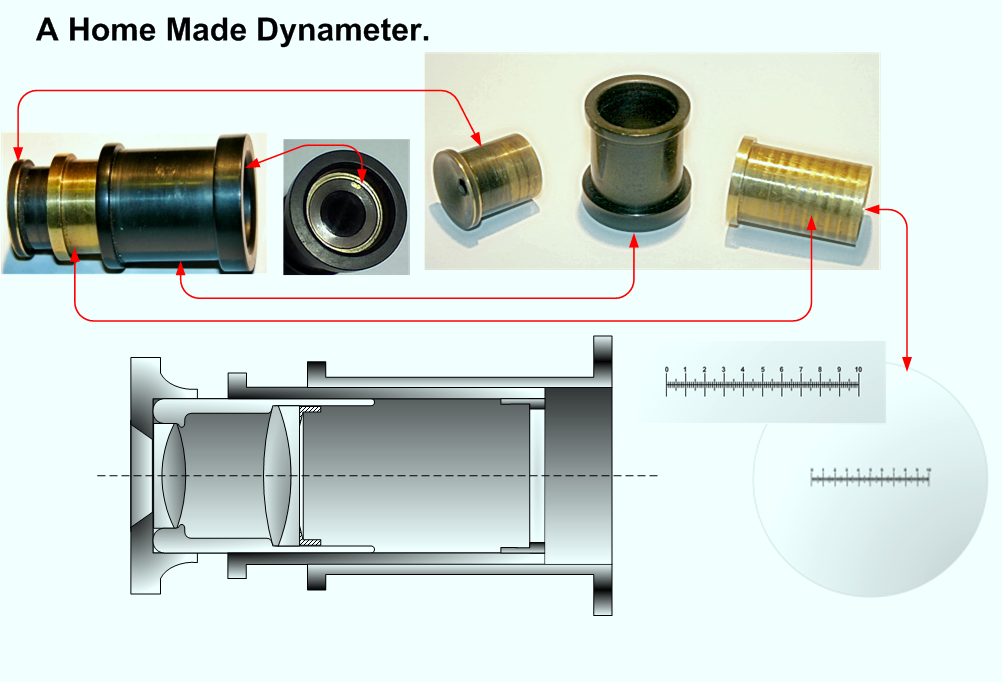

## Külső hivatkozás
- The Free Dictionary